# 金羊毛

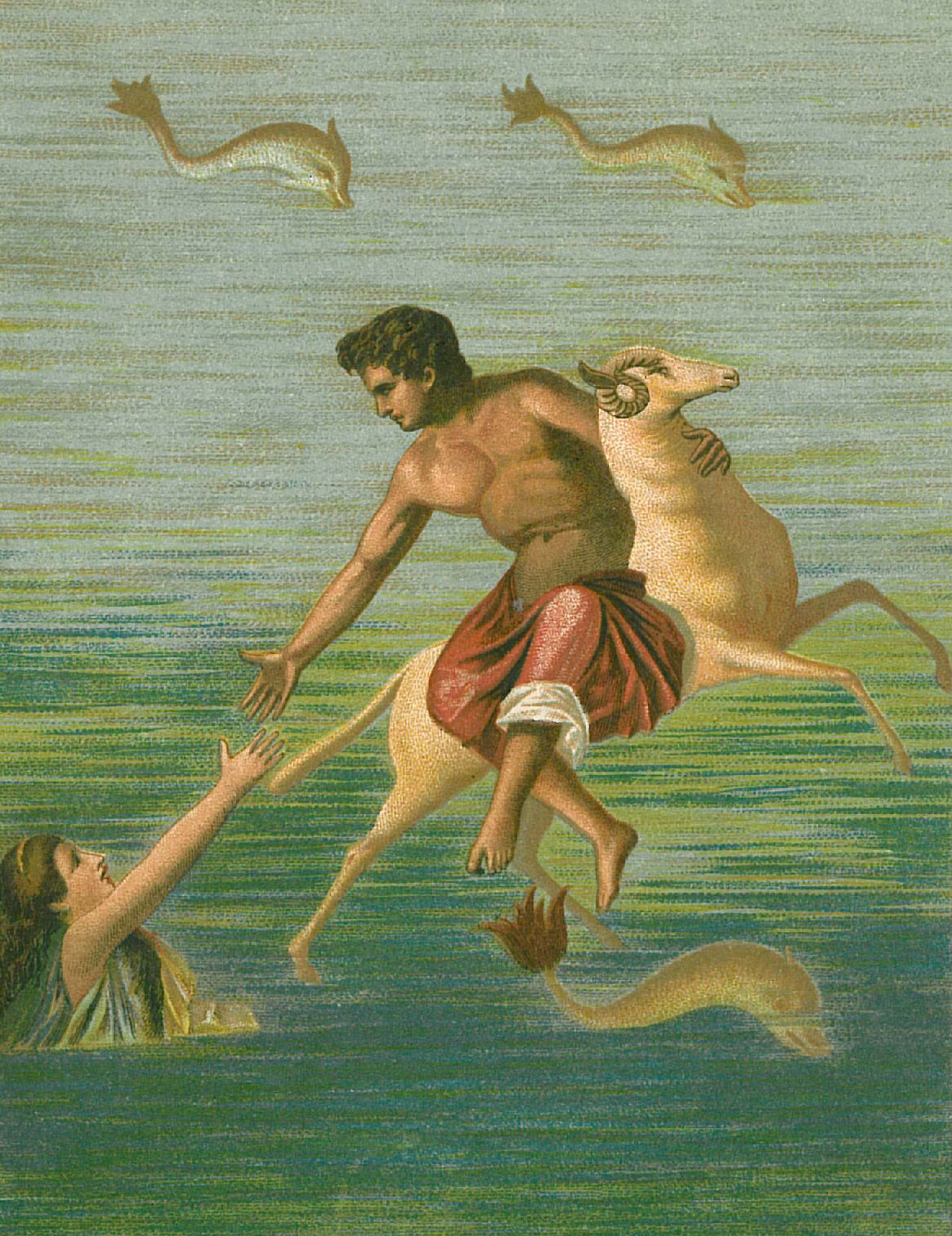
克律索马罗斯

在希腊神话中，金羊毛是一只会飞、会说话、名叫克律索马罗斯的並且長滿金色羊毛的公羊。希臘神話中荷米斯将克律索马罗斯送给色萨利的涅斐勒，让涅斐勒派遣公羊来載著她的兒子佛里克索斯與女兒赫勒遠離維奧蒂亞國的王妃伊诺的迫害。克律索马罗斯載着佛里克索斯和赫勒向东方飞去，赫勒騎在羊背上時未抓穩不慎摔落海中，而佛里克索斯则安全地到达科尔喀斯國（相当于今天的格鲁吉亚）。佛里克索斯将克律索马罗斯獻祭给宙斯（Zeus），把克律索马罗斯的羊毛送给科尔喀斯國的國王埃厄忒斯。

## 傳說事蹟
此后发生阿爾戈英雄取金羊毛的故事：当时科尔喀斯的国王埃厄忒斯据说是太阳神赫利俄斯的儿子和美狄亚（Medea）的父亲。伊阿宋（Easun）和其他英雄们企图盗取金羊毛来保证伊阿宋获得他的遗产。最后阿爾戈英雄在美狄亚的帮助下他们克服重重困难获取金羊毛。之後美狄亚与伊阿宋结婚。
古代作家如斯特拉波、亚壁等对金羊毛的叙述与上述故事有些差别。金羊毛的故事很可能有一定的历史背景。今天的考古发现证明在前三千前两千年时今天的格鲁吉亚地区的冶金技巧已经达到很高的水平。尤其金的加工非常精巧。此外当时当地还有许多牧羊的部落。这些文化成就很可能是金羊毛的故事的背景。